# やまぐち県酪乳業
やまぐち県酪乳業株式会社（やまぐちけんらくにゅうぎょう）は山口県下関市にある乳業メーカー。全国農協乳業協会会員。

## 概要
乳牛をモチーフとしたマスコット「ベルちゃん」ならびに、宅配牛乳のブランド「シモラク牛乳」で知られる。またイオンのトップバリュやローソン、CGC等のプライベートブランドの製造も請け負っており、やまぐち県酪の商品は西日本を中心とした全国に展開されている。
山口県下では、1949年（昭和24年）設立の山口県酪農農業協同組合（下関市）・防府酪農農業協同組合（防府市）などにより生乳事業が行われていたが、各社の生乳プラントの更新と同時に事業の効率化を図るために1999年（平成11年）に両社を始めとする県内の乳業メーカーの合同により新たに設立されたものである。プラントは各社のプラントとは別のものが豊浦郡菊川町（当時）に建設された。
もともと「やまぐち県酪」は山口県酪農農業協同組合の通称・ブランド名であり、実質的には同組合の主導により運営されている。防府酪農農業協同組合はプラントのみ共同使用し独自ブランドを継続して取り扱っている。
また、一部の学校給食のビン詰め牛乳の提供も行っている。

## 沿革
- 1949年（昭和24年）- 山口県酪農農業協同組合設立
- 1999年（平成11年）3月 - やまぐち県酪乳業設立
- 2001年（平成13年）- 山口県酪農農業協同組合が下関市安岡町にあった工場を閉鎖し、製造販売部門をやまぐち県酪乳業へ移管。

## 事業所
- 福岡営業所：福岡県福岡市博多区豊2丁目4番19号

## 主な商品
- 牛乳
- 乳飲料、乳酸菌飲料、ヨーグルト、果汁飲料、清涼飲料
- 洋生菓子

## 主要子会社
- やまぐち県酪販売輸送株式会社